# Клара Петаччі
Клара Петаччі (італ. Clara Petacci; 28 лютого 1912, Рим — 28 квітня 1945, Меццегра) — остання коханка Беніто Муссоліні. Убита разом з ним.

## Походження і зв'язок з Муссоліні
Народилася в сім'ї лікаря Франческо Саверіо Петаччі, який керував клінікою в Римі й деякий час був особистим лікарем папи Пія XI. З раннього дитинства стала фанатичною прихильницею Муссоліні. Вона писала йому листи, які однак не доходили до Муссоліні, осідаючи в секретаріаті. 24 квітня 1932 року вона зустрілася на автомобільній прогулянці з Муссоліні і зуміла звернути на себе його увагу, після чого між ними зав'язалися стосунки. До того часу вона була нареченою лейтенанта Військово-Повітряної академії Ріккардо Федерічі (розлучилася з ним в 1936 р.). Муссоліні також був одружений (із Ракеле Муссоліні); різниця у віці між ним і Кларою становила майже 30 років.
Близькість Клари до Муссоліні підвищила статус сім'ї Петаччі, створивши можливості для фаворитизму і корупції, головною дійовою особою якої став її брат Марчелло Петаччі. У 1939 році Клара отримала розкішну віллу «Камілучча» у центрі Риму.

## 1943—1945 роки
Після повалення Муссоліні Клара була заарештована 25 липня 1943 року і утримувалась під арештом до 8 вересня, коли була звільнена після підписання перемир'я в Кассібіле. Після цього родина Петаччі переїжджає до Північної Італії, перебувала під контролем німецьких військ. Їй була надана вілла в Гародоне, поблизу «столиці» Муссоліні — Сало.
23 квітня родина Петаччі, що знаходилася в Мілані (крім Клари та Марчелло, які були при Муссоліні), була переправлена на літаку в Мадрид.

## Смерть
27 квітня 1945 Муссоліні разом з Кларою і декількома фашистськими лідерами намагався залишити Італію, примостившись у колоні німецьких вантажівок. Однак ескорт був зупинений пікетом 52-ї гарібальдійської бригади (командир — «Педро» — граф П. Белліні делла Стеллі, комісар — «Білл» — У. Лаццаро). Після перестрілки партизани погодилися пропустити німців за умови видачі їм італійських фашистів. Муссоліні спробували видати за німця, переодягши у форму унтерофіцера люфтваффе, у зв'язку з чим вони з Кларою змушені були розділитися. Однак комісар Білл і партизан-комуніст Д. Негрі впізнали Муссоліні, після чого він був заарештований, а Петаччі добровільно знову приєдналася до нього. Фашисти створили групу для звільнення Муссоліні, але вона була затримана партизанами-комуністами. Муссоліні і Петаччі були спрямовані в село Меццегра, де утримувались в селянській хаті в умовах суворої конспірації. Тим часом союзницьке командування, дізнавшись про арешт Муссоліні, наполегливо вимагало від Комітету національного визволення передачі диктатора йому. Не бажаючи передавати Муссоліні американцям, група комуністичних членів КНВ ухвалила рішення про страту диктатора. З цією метою в Джіуліно-ді-Меццегра був направлений із загоном полковник Валеріо (Вальтер Аудізіо), забезпечений мандатом, від імені КНВ, що надавав йому надзвичайних повноважень. Муссоліні і Петаччі вивезли до вілли Бельмонте, біля паркану якої було вирішено розстріляти Муссоліні. Аудизио запропонував Петаччі відійти в сторону, але та вчепилася в рукав Муссоліні і намагалася його заступити своїм тілом. В результаті вона загинула разом з Муссоліні.
Тіла Муссоліні і Петаччі були привезені в Мілан, де на автозаправці біля площі П'яцца Лорето їх повісили догори ногами. Разом з ними були повішені тіла ще кількох лідерів Республіки Сало, страчених партизанами. Після цього мотузки підрізали, і тіла деякий час лежали в стічній канаві. 1 травня Муссоліні і Петаччі були поховані на міланському цвинтарі Чімітеро Маджіоре, на ділянці для бідних. Марчелло Петаччі був убитий в один день із сестрою при спробі втекти до Швейцарії з великою сумою грошей і цінностей.

## Кіновтілення
Ліза Гастоні ("Муссоліні: Останній акт" 1974)
Вірджинія Медсен ("Муссоліні" 1985)